# 암광
《암광》(암광: 신의 장, Am Gwang)는 한국에서 제작된 왕필렬 감독의 1925년 영화이다. 이채전 등이 주연으로 출연하였고 왕필렬 등이 제작에 참여하였다.

## 출연

### 주연
- 이채전
- 안종화
- 김우연